# Ed O'Bannon
Pour les articles homonymes, voir O'Bannon.
Edward Charles « Ed » O'Bannon Jr., né le 14 août 1972 à Los Angeles (Californie), aux États-Unis, est un ancien joueur américain de basket-ball. Il joue au poste d'ailier.

## Carrière
Ed O'Bannon est une star du basket-ball universitaire américain avec son équipe des Bruins d'UCLA, où il joue avec son frère Charles et avec qui il remporte le titre de champion en 1995. Il est également nommé meilleur joueur du tournoi final et est lauréat du trophée Oscar Robertson et du trophée Wooden. Il est sélectionné lors de la draft 1995 par les Nets du New Jersey au 9e rang, qui placent beaucoup d'espoirs en lui. Mais après deux saisons, il ne parvient pas à s'imposer en NBA, notamment à cause de problèmes physiques. Après des passages en Italie, en Espagne, en Grèce et en Pologne, il met un terme à sa carrière à l'âge de trente ans pour cause de blessures récurrentes au genou. Il vit aujourd'hui dans le Nevada où il occupe un emploi de responsable marketing pour un concessionnaire automobile.

## Palmarès
- Champion NCAA en 1995 avec les Bruins d'UCLA.
- Most Outstanding Player du Final Four en 1995.
- USBWA men's player of the year award en 1995.
- Trophée Wooden en 1995.
- Trophée Adolph Rupp en 1995.